# Roly Paniagua
Rolando Paniagua Cabrera (Santa Cruz de la Sierra, 14 de novembro de 1966) é um ex-futebolista boliviano que atuava como atacante.

## Carreira
É considerado um dos maiores jogadores da história do Blooming, onde iniciou a carreira profissional em 1983, com apenas 16 anos de idade. Em sua primeira passagem pelos Guerreros Celestes, Paniagua disputou 185 jogos e fez 32 gols. Defendeu ainda Real Santa Cruz e Orcobol, voltando ao Blooming em 1992. Na segunda passagem pela agremiação, participou de 43 partidas e fez 7 gols. Ele ainda jogaria uma temporada por empréstimo, em 1998.
Outro clube em que se destacou foi o San José, principalmente em sua primeira estadia que durou entre 1995 e 1996 - jogou 63 vezes e marcou 32 gols. Ainda teve outras 3 passagens de pouco destaque pelos Mineros. Pendurou as chuteiras em 2001, aos 34 anos.

## Seleção Boliviana
Pela Seleção Boliviana, Paniagua disputou 2 edições da Copa América, em 1987 e 1989. Preterido para a Copa de 1994, encerrou a carreira internacional em 1996, depois de 26 partidas e um gol.

## Títulos
Blooming
- Campeonato Boliviano - 1991 e 1998

San José
- Campeonato Boliviano - 1995